# Delhi (Kalifornija)
Delhi je naseljeno područje za statističke svrhe u američkoj saveznoj državi Kalifornija. Prema popisu stanovništva iz 2010. u njemu je živjelo 10,755 stanovnika.